# There for Tomorrow
There for Tomorrow – amerykański zespół rocka alternatywnego powstały w 2003 w Orlando na Florydzie. Od 2008 współpracuje z wytwórnią Hopeless Records. Zespół sprzedał w USA łącznie ponad 200 tys. płyt.
Grupę utworzyło trzech nastolatków do których w 2006 dołączył Climer. Początkowo grali dla lokalnej stacji radiowej. W październiku 2008 zespół zdobył nagrodę Woodie Award telewizji mtvU (całodobowego kanału telewizyjnego należącego do sieci MTV Networks dostępny w ponad 750 szkołach wyższych w USA) dla artysty roku (pokonując takie popularne zespoły jak All Time Low czy We the Kings). W lutym 2009 grupa dołączyła do m.in. zespołu We the Kings na trasie koncertowej Secret Valentine Tour połączonej z Warped Tour 2009 (w 2006 oraz 2007 zespół brał udział w Vans Warped Tour).

## Skład
- Maika Maile – wokal, gitara
- Christian Climer – gitara, wokal w chórkach
- Chris Kamrada – perkusja
- Jay Enriquez – gitara basowa, wokal w chórkach

## Inspiracje
Twórczość grupy jest inspirowana zespołami takimi jak Jimmy Eat World, blink-182, Third Eye Blind oraz The Hives.

## Dyskografia

### Albumy
- Point Of Origin
- There For Tomorow
- Re:Creations
- A Litlle Faster
- The Verge

### Single
- No More Room to Breathe[5] (z 2008)

### Kompilacje
- Warped Tour 2008 Compilation
- I'm So Hopeless You're So Hopeless
- Punk Goes Pop 2

### Teledyski
- Pages
- No More Room to Breathe
- A Little Faster
- Hunt Hunt Hunt